# Jacques Tabary
Jacques Tabary (Parigi, 6 giugno 1926 – Égly, 22 ottobre 2018) è stato un fumettista e illustratore francese. È un designer francese noto soprattutto per le sue copertine, le istruzioni di montaggio dei gadget, l'auto pubblicità e le illustrazioni per le edizioni Éditions Vaillant.

## Biografia
Jacques Tabary è nato il 6 giugno 1926. Inizia la sua carriera come impiegato, ma nel 1965 il fratello Jean Tabary lo invita a lavorare con lui alla rivista per ragazzi Vaillant.
Riuscì a riprodurre lo stile del fratello e iniziò a scrivere le storie di Corinne e Jeannot, realizzando poi inchiostrature da schizzi precisi, come per Totoche.
Jacques Tabary lavora a lungo su Totoche Poche, che riscuote un certo successo a partire dal 1966, e finisce per disegnarla interamente.
Ha anche inchiostrato il tascabile Gai-Luron.
Con la nascita di Pif Gadget, realizza la maggior parte dei disegni che spiegano come montare e utilizzare i gadget, nonché i trucchi di magia di Monsieur Magie, personaggio da lui creato, nel Journal des jeux, la serie di trucchi di magia pubblicata su Pocket, nonché i manifesti inviati alle edicole e molte delle copertine di Pif Gadget.
Alla fine della sua carriera, disegnò numerosi giochi per varie pubblicazioni Disney (Mickey Pocket, Journal de Mickey, Jeux de Mickey, Mickey Parade, Super Scrooge géant).
È morto il 22 ottobre 2018,.

## Libri e giochi
- Gennaio 1985 e gennaio 1991, Pif bd-jeu (Piste noire, piste verte), Pif Jeux et casse-tête 1 e 14 numeri speciali[10].
- Marzo 1985 e novembre 1990, Pif bd-jeu (Au temple du Soleil), Pif Jeux et casse-tête 2 e 13 numeri speciali.
- Maggio 1985 e maggio 1991, Pif bd-jeu (Dans l'espace), Pif Jeux et casse-tête 3 e 16 speciali.
- Luglio 1985 e marzo 1991, Pif bd-jeu (Chez Merlin l'enchanteur), Pif Jeux et casse-tête 4 e 15 speciali.
- Settembre 1985, Pif bd-jeu (Au Far West), Pif Jeux et casse-tête 5. 74-75.[1]